# Fjällkartlav
Fjällkartlav (Rhizocarpon alpicola) är en lavart som först beskrevs av Anzi, och fick sitt nu gällande namn av Gottlob Ludwig Rabenhorst. Fjällkartlav ingår i släktet Rhizocarpon och familjen Rhizocarpaceae.  Arten är reproducerande i Sverige. Inga underarter finns listade i Catalogue of Life.